# قمبوعة الصغرى (جهاد)
قمبوعة الصغرى (بالفارسية: گمبوعه کوچک) هي قرية تقع في إيران في قسم جهاد الريفي. يقدر عدد سكانها بـ 468 نسمة بحسب إحصاء 2016.